# Fuoco Fatuo
Fuoco Fatuo (italienisch Narrenfeuer, umgs. Irrlicht) ist eine 2011 gegründete Death- und Funeral-Doom-Band.

## Geschichte
Die anfänglich als Sludge- und Death-Doom-Projekt intendierte Band Fuoco Fatuo wurde 2011 in Varese gegründet. Zu den ersten Veröffentlichungen der Band, zwei EPs die im Selbstverlag erschienen, bestand die Gruppe aus dem Gitarristen und Sänger Milo Angeloni, dem Bassisten Giovanni Piazza und dem Schlagzeuger Fabrizio Moalli. Bereits die EPs wurden vereinzelt wohlwollend rezensiert, doch breite internationale Aufmerksamkeit erlangte die Band mit ihrem Debütalbum The Viper Slithers in the Ashes of What Remains. Das 2014 über Tyrant Records veröffentlichte Album wurde für Metal.de als „ein beeindruckendes Doom-Metal-Erlebnis“, und für Cvlt Nation als eines der besten Death-Doom-Alben des Jahres gelobt. Drei Jahre nach dem Debüt veröffentlichte die Band das zweite Studioalbum in Kooperation mit dem kanadischen Label Profound Lore Records. Dieses Album mit dem Titel Backwater wurde sodann von Cvlt Nation zu einem der besten Alben des Jahres 2017 gekürt und in weiteren internationalen Rezensionen, unter anderem erneut von Metal.de sowie vom Vice, hoch gelobt. Die Funktion des Schlagzeugers hatte inzwischen Davide Bacchetta übernommen. Gemeinsam bestritt die Band nachkommend internationale Auftritte, unter anderem beim renommierten Roadburn Festival.

## Stil
Die von Fuoco Fatuo gespielte Musik entwickelte sich vom anfänglichen Death Doom mit Anleihen an den Sludge zunehmend zum Funeral Doom. Während noch „Referenzen zu einschlägigen Bands des (okkulten) Old School Death Metal“ wahrgenommen wurden, seien diese auf Backwater merklich in den Hintergrund getreten und einer Bemühung um eine Atmosphäre der Leere gewichen. Viel passiere in der Musik nicht, urteilte Eckart Maronde über The Viper Slithers in the Ashes of What Remains für Metal.de, „beispielsweise schrammelt die Gitarre zumeist bei trägen Griffbrettverschiebungen vor sich hin. Bei den extrem langsamen und langgezogenen Passagen und Breaks bleibt man als Hörer aber immer in Spannung, welchen Schlag oder welches Drumfill der Schlagzeuger wohl als nächstes setzt.“ Die Musik baue indes auf den einfachen Grundzügen des Death Doom und Funeral Doom. Gutturales Growling, ein als „kollosale Riffwände“ tituliertes Gitarrenspiel und ein als „drängend“ wahrgenommenes Schlagzeugspiel. Die Musik wird als schwer und düster beschrieben, dieser sei insbesondere „durch das Zusammenspiel des Grunzgesangs, der Gitarren und des dumpfen Basses“ wahrzunehmen.

„Die Italiener schaffen es außerdem, den Hörer über die gesamte Spielzeit bei der Stange zu halten – durch anziehendes Tempo […], enervierendes Riffing […] oder simple Schlagzeugeffekte, wie einzelne Schläge aufs Ride-Becken[.]“

## Diskografie
- 2012: Fuoco Fatuo (EP, Selbstverlag)
- 2012: 33 colpi di schizofrenia astrale nell’abisso nero (EP, Selbstverlag)
- 2012: Fuoco Fatuo/Black Temple Below (Split-EP mit Black Temple Below, Scimmia Bastarda)
- 2013: Two EP’s in One Tape (Kompilation, Caligari Records)
- 2014: The Viper Slithers in the Ashes of What Remains (Album, Iron Tynrant, Caligari Records)
- 2017: Backwater (Album, Profound Lore Records)
- 2021: Obsidian Katabasis (Album, Profound Lore Records)